# Pentathlon moderne aux Jeux olympiques d'été de 1924
Navigation
Anvers 1920 Amsterdam 1928
L'épreuve de pentathlon moderne aux Jeux olympiques d'été de 1924 s'est tenue du 12 au 17 juillet 1924 dans quatre sites situés dans et aux alentours de Paris : le stand de tir de Versailles, la Piscine des Tourelles pour la natation, le Stade olympique Yves-du-Manoir pour la course et l'escrime et enfin l'hippodrome de Fontainebleau pour l'équitation. Il s'agit de la troisième apparition du pentathlon moderne aux Jeux d'été.
À l'issue de l'épreuve, trois des quatre pentathloniens suédois engagés, Bo Lindman, Gustaf Dyrssen et Bertil Uggla, prennent respectivement les trois premières places. Gustaf Dyrssen remporte ainsi sa deuxième médaille olympique après son titre obtenu en 1920 à Anvers.

## Participants

### Règlement
Les comités nationaux olympiques ont jusqu'au 31 mai 1924 pour s'inscrire aux différentes épreuves des Jeux de Paris
. Ils ont jusqu'au 21 juin 1924 pour inscrire leurs athlètes aux épreuves du pentathlon moderne. La modification des engagements est possible jusqu'au 2 juillet 1924.
Chaque nation peut engager quatre athlètes par épreuve.

### Engagements
Les trente-huit athlètes participants représentent les nations suivantes :
- Belgique (4)
- Danemark (3)
- États-Unis (4)
- Finlande (3)
- France (4)
- Grande-Bretagne (4)
- Italie (4)
- Norvège (2)
- Pays-Bas (4)
- Suède (4)
- Tchécoslovaquie (2)

David Turquand-Young, âgé de vingt ans, est l'athlète le plus jeune et Karel Tůma l'athlète le plus âgé avec ses trente-neuf ans.

## Déroulement de l'épreuve

### Résultats
| Rang | Athlète                                    | Tir  | Tir    | Tir         | Natation | Natation     | Escrime | Équitation | Équitation | Course | Course        | Total |
| Rang | Athlète                                    | Rang | Points | Nbr. cibles | Rang     | Temps        | Rang    | Rang       | Points     | Rang   | Temps         | Total |
| ---- | ------------------------------------------ | ---- | ------ | ----------- | -------- | ------------ | ------- | ---------- | ---------- | ------ | ------------- | ----- |
| 1    | Bo Lindman (SWE)                           | 9    | 170    | 20          | 1        | 5 min 18 s 6 | 3       | 4          | 134,5      | 1      | 12 min 40 s 0 | 18,0  |
| 2    | Gustaf Dyrssen (SWE)                       | 20   | 160    | 18          | 4        | 5 min 35 s 6 | 1       | 3          | 136,0      | 11     | 13 min 35 s 0 | 39,5  |
| 3    | Bertil Uggla (SWE)                         | 7    | 177    | 20          | 21       | 6 min 30 s 8 | 5       | 5          | 133,0      | 7      | 13 min 18 s 0 | 45,0  |
| 4    | Ivan Duranthon (FRA)                       | 4    | 182    | 20          | 18       | 6 min 24 s 4 | 17      | 11         | 124,0      | 4      | 13 min 8 s 6  | 54,5  |
| 5    | Henrik Avellan (FIN)                       | 19   | 164    | 19          | 6        | 5 min 45 s 8 | 17      | 1          | 147,0      | 14     | 13 min 46 s 0 | 55,5  |
| 6    | Helge Jensen (DEN)                         | 2    | 183    | 20          | 19       | 6 min 24 s 8 | 11      | 9          | 125,0      | 19     | 14 min 19 s 0 | 61,0  |
| 7    | George Vokins (GBR)                        | 24   | 144    | 17          | 11       | 6 min 2 s 8  | 10      | 8          | 126,5      | 11     | 13 min 35 s 0 | 64,5  |
| 8    | Christiaan Tonnet (NED)                    | 22   | 154    | 18          | 12       | 6 min 3 s 4  | 13      | 16         | 112,5      | 2      | 12 min 49 s 0 | 65,5  |
| 9    | Väinö Bremer (FIN)                         | 13   | 170    | 19          | 7        | 5 min 47 s 6 | 11      | 25         | 94,0       | 10     | 13 min 32 s 0 | 66,5  |
| 10   | Carl Årmann (SWE)                          | 3    | 183    | 20          | 9        | 5 min 59 s 0 | 15      | 27         | 90,5       | 20     | 14 min 22 s 0 | 74,5  |
| 11   | George Bare (USA)                          | 16   | 169    | 19          | 15       | 6 min 15 s 8 | 26      | 6          | 132,0      | 13     | 13 min 45 s 0 | 76,5  |
| 12   | Charles-Jean Levavasseur (FRA)             | 28   | 142    | 16          | 13       | 6 min 8 s 6  | 7       | 19         | 103,0      | 15     | 14 min 6 s 6  | 82,5  |
| 13   | David Turquand-Young (GBR)                 | 10   | 168    | 20          | 3        | 5 min 21 s 8 | 30      | DNF        | -          | 5      | 13 min 11 s 0 | 84,5  |
| 14   | Marius Christensen (DEN)                   | 12   | 170    | 19          | 10       | 6 min 2 s 4  | 4       | 24         | 94,5       | 35     | 16 min 30 s 0 | 85,0  |
| 15   | Otto Olsen (DEN)                           | 1    | 186    | 20          | 32       | 7 min 43 s 6 | 8       | 29         | 76,0       | 16     | 14 min 12 s 0 | 86,0  |
| 16   | Olliver Smith (NOR)                        | 18   | 164    | 19          | 8        | 5 min 58 s 8 | 34      | 21         | 102,0      | 6      | 13 min 13 s 0 | 87,5  |
| 17   | Léopold Buffin de Chosal (BEL)             | 21   | 156    | 18          | 20       | 6 min 25 s 8 | 13      | 2          | 146,0      | 33     | 16 min 3 s 0  | 89,5  |
| 18   | J. L. M. Van Loocke (BEL)                  | 30   | 134    | 16          | 16       | 6 min 18 s 0 | 15      | 9          | 125,0      | 21     | 14 min 28 s 0 | 92,0  |
| 19   | Brian Horrocks (GBR)                       | 35   | 129    | 15          | 14       | 6 min 12 s 2 | 34      | 12         | 123,0      | 3      | 13 min 7 s 0  | 98,5  |
| 20   | Raoul Lignon (FRA)                         | 8    | 174    | 20          | 34       | 8 min 0 s 0  | 9       | 31         | 64,5       | 17     | 14 min 12 s 4 | 99,0  |
| 21   | Leif Knudtzon (NOR)                        | 15   | 167    | 19          | 37       | 6 min 21 s 2 | 30      | 15         | 113,0      | 22     | 14 min 30 s 0 | 99,5  |
| 22   | Carolus Stoffels (NED)                     | 6    | 180    | 20          | 23       | 6 min 38 s 2 | 26      | 23         | 97,5       | 24     | 14 min 50 s 0 | 102,5 |
| 23   | Guillaume de Tournemire (FRA)              | 31   | 134    | 16          | 29       | 7 min 39 s 4 | 6       | 13         | 122,5      | 28     | 15 min 22 s 0 | 107,0 |
| 24   | Omero Chiesa (ITA)                         | 29   | 136    | 16          | 2        | 5 min 21 s 6 | 22      | 19         | 103,0      | 36     | 16 min 40 s 0 | 109,0 |
| 25   | Emil Hagelberg (FIN)                       | 19   | 163    | 18          | 5        | 5 min 41 s 2 | 37      | 26         | 92,5       | 23     | 14 min 31 s 0 | 110,5 |
| 26   | Don Scott (USA)                            | 34   | 131    | 15          | 33       | 7 min 56 s 0 | 22      | 14         | 114,0      | 8      | 13 min 20 s 0 | 111,5 |
| 27   | Karel John van den Brandeler (NED)         | 23   | 146    | 18          | 27       | 6 min 56 s 4 | 19      | 7          | 130,0      | 37     | 16 min 46 s 0 | 113,5 |
| 28   | Frederick Barton (GBR)                     | 16   | 165    | 19          | 24       | 6 min 45 s 0 | 37      | DNF        | -          | 9      | 13 min 25 s 0 | 122,5 |
| 29   | Jacques De Wykerslooth De Rooyesteyn (BEL) | 25   | 140    | 17          | 31       | 7 min 41 s 6 | 22      | 17         | 111,5      | 27     | 15 min 8 s 6  | 123,0 |
| 30   | Ernesto Corradi (ITA)                      | 26   | 140    | 17          | 22       | 6 min 34 s 8 | 26      | 22         | 98,0       | 31     | 15 min 42 s 0 | 127,5 |
| 31   | Ernest Harmon (USA)                        | 5    | 182    | 20          | 37       | 8 min 30 s 4 | 30      | 32         | 40,5       | 26     | 15 min 1 s 0  | 130,5 |
| 31   | Barent Momma (NED)                         | 11   | 172    | 19          | 30       | 7 min 40 s 4 | 30      | 30         | 75,0       | 29     | 15 min 25 s 0 | 130,5 |
| 33   | Giuseppe Micheli (ITA)                     | 32   | 134    | 16          | 35       | 8 min 10 s 6 | 22      | 17         | 111,5      | 30     | 15 min 28 s 0 | 137,0 |
| 34   | Frederick Pitts (USA)                      | 33   | 134    | 15          | 25       | 6 min 45 s 8 | 26      | DNF        | -          | 18     | 14 min 15 s 0 | 138,5 |
| 35   | Jules Hulsmans (BEL)                       | 27   | 140    | 17          | 26       | 6 min 49 s 8 | 34      | 28         | 90,0       | 25     | 14 min 58 s 0 | 140,5 |
| 36   | Gaspare Pasta (ITA)                        | 36   | 126    | 15          | 36       | 8 min 13 s 4 | 2       | DNF        | -          | 32     | 15 min 48 s 0 | 142,0 |
| 37   | Karel Tůma (TCH)                           | 37   | 68     | 8           | 28       | 6 min 58 s 0 | 34      | 33         | 37,0       | 34     | 16 min 25 s 0 | 166,5 |
| 38   | Jindřich Lepiere (TCH)                     | 38   | 55     | 6           | 38       | 8 min 49 s 8 | 19      | DNF        | -          | 38     | 17 min 48 s 0 | 169,5 |

### Podium
| Épreuve    | Or               | Or   | Argent               | Argent | Bronze             | Bronze |
| ---------- | ---------------- | ---- | -------------------- | ------ | ------------------ | ------ |
| Individuel | Bo Lindman (SWE) | 18,0 | Gustaf Dyrssen (SWE) | 39,5   | Bertil Uggla (SWE) | 45,0   |

### Tableau des médailles
| Rang  | Nation | Or | Argent | Bronze | Total |
| ----- | ------ | -- | ------ | ------ | ----- |
| 1     | Suède  | 1  | 1      | 1      | 3     |
| Total | Total  | 1  | 1      | 1      | 3     |